# Roger Morse
 Roger Alfred Morse , né le 5 juillet 1927 à Saugerties et mort le 12 mai 2000 à Ithaca, est un biologiste américain qui a enseigné l'apiculture à de nombreux étudiants apiculteurs, des rudiments aux pratiques les plus fines, à travers ses recherches et ses publications. 
Au cours de sa longue carrière, trois nouveaux parasites de l’abeille mellifère ont été introduits aux États-Unis : l'acarapis woodi, le varroa et le petit coléoptère africain de la ruche. Ceux-ci, ainsi que l'arrivée de l'abeille africanisée et l'utilisation abusive de pesticides ont fait que Morse s'est largement impliqué dans la recherche et a fourni des conseils au secteur de l'apiculture.

## Éducation et carrière
Morse est né à Saugerties et a servi dans l'armée américaine de 1944 à 1947.
Il a obtenu son baccalauréat universitaire à l'université Cornell en 1950, sa maîtrise en 1953 et son doctorat en 1955. Il a effectué des études de troisième cycle au State Plant Board à Gainesville. 
Après un bref passage en tant que professeur adjoint à l'université du Massachusetts à Amherst, il est retourné enseigner à l'université Cornell où il est resté jusqu'à la retraite.
Roger Morse a enseigné un cours très populaire sur l'apiculture, accessible à tous les étudiants. Au cours des années 1970, de nombreux étudiants de Cornell ont été sensibilisés à son rapport sur l'abeille et ses relations étroites avec les activités humaines. Il a été nommé président du département entomologie en 1986. En 1989, il a été nommé membre de l'Entomological Society of America. Il a été membre de l'Association américaine pour l'avancement des sciences. 
Dès 1975, il a également été professeur invité de l'université d'Helsinki en Finlande, de l'université de Sao Paulo au Brésil et de l'université des Philippines, à Los Baños.

## Publications
Morse a été un écrivain prolifique pour de nombreux livres et articles de magazines. Il a également édité et contribué à un certain nombre d'œuvres collectives. Ceci est une liste partielle.
Contributions :
- Annotated Bibliography on Varroa Jacobsoni, Tropilaelaps clareae and Euvarroa Sinhai (IBRA Bibliography)
- The ABC and XYZ of Bee Culture
- The Illustrated Encyclopedia of Beekeeping
- Honey Bee Pests, Predators, and Diseases
- Making Mead Honey Wine: History, Recipes, Methods and Equipment
- Morse a écrit régulièrement dans Bee Culture magazine

Auteur :
- Bees and Beekeeping
- Honey Shows: Guidelines for Exhibitors, Superintendents, and Judges
- The New Complete Guide to Beekeeping
- Rearing Queen Honey Bees
- Richard Archbold and the Archbold Biological Station
- A Year in the Beeyard: An Expert's Month-by-Month Instructions for Successful Beekeeping